# 2173 Maresjev
2173 Maresjev este un asteroid din centura principală, descoperit pe 22 august 1974 de Liudmila Juravliova.